# Amelia Pawlikowska
Amelia Pawlikowska (ur. 29 sierpnia 2006) – polska koszykarka, występująca na pozycjach rzucającej lub niskiej skrzydłowej, obecnie zawodniczka KS Basketu Bydgoszcz.

## Osiągnięcia
Stan na 18 maja 2025, na podstawie, o ile nie zaznaczono inaczej.

### Drużynowe

#### Młodzieżowe
5x5
- Uczestniczka mistrzostw Polski:
  - juniorek starszych (2023, 2025)
  - kadetek (2021)
  - U–14 (2019)

3x3
- Uczestniczka:
  - młodzieżowych mistrzostw Polski 3x3:
    - U–23 (2024 – 8. miejsce)
    - U–17 (2023 – 15. miejsce)

  - ENEA Młodzieżowych Mistrzostw Wielkopolski 3x3 U–17 (2022 – 16. miejsce, 2023 – 6. miejsce)
  - mistrzostw Mazowsza i strefy U–17 (2023 – 6. miejsce)